# Stausee Izvorul Muntelui
Der Stausee Izvorul Muntelui, auch Lacul Bicaz, ist ein von der Bistrița durchflossener Stausee nördlich von Bicaz im Kreis Neamț in Rumänien. Er ist mit etwa 35 km² der größte ganz innerhalb Rumäniens gelegene Stausee.

## Beschreibung
Der Stausee dient der Stromerzeugung im Wasserkraftwerk Bicaz-Stejaru. Das Kraftwerk hat drei Turbinen, eine Leistung von 210 MW und erzeugt durchschnittlich 500 GWh im Jahr. Das maximale Speichervolumen des Sees beträgt 1250 Millionen Kubikmeter.
Der See ist ein beliebtes Touristenziel in der Region, vor allem im Sommer, wenn die Besucher mit der Fähre von Bicaz zu einem kurzen Ausflug auf den See fahren, um die herrliche Aussicht auf das Ceahlău-Massiv (Ostkarpaten) am Westufer zu genießen. In den 1960er und 1970er Jahren gab es eine regelmäßige Fährverbindung zwischen dem Hafen von Bicaz und den Dörfern am Ufer des Sees.
In Potoci, ein paar Kilometer nördlich der Stadt Bicaz, gibt es eine biologische Forschungseinrichtung mit einer kleinen Tauchbasis für Unterwasser-Erkundungen. Diese Anlage wurde von dem Meeresbiologen Jacques-Yves Cousteau im Jahr 1993 besucht.

## Bildergalerie

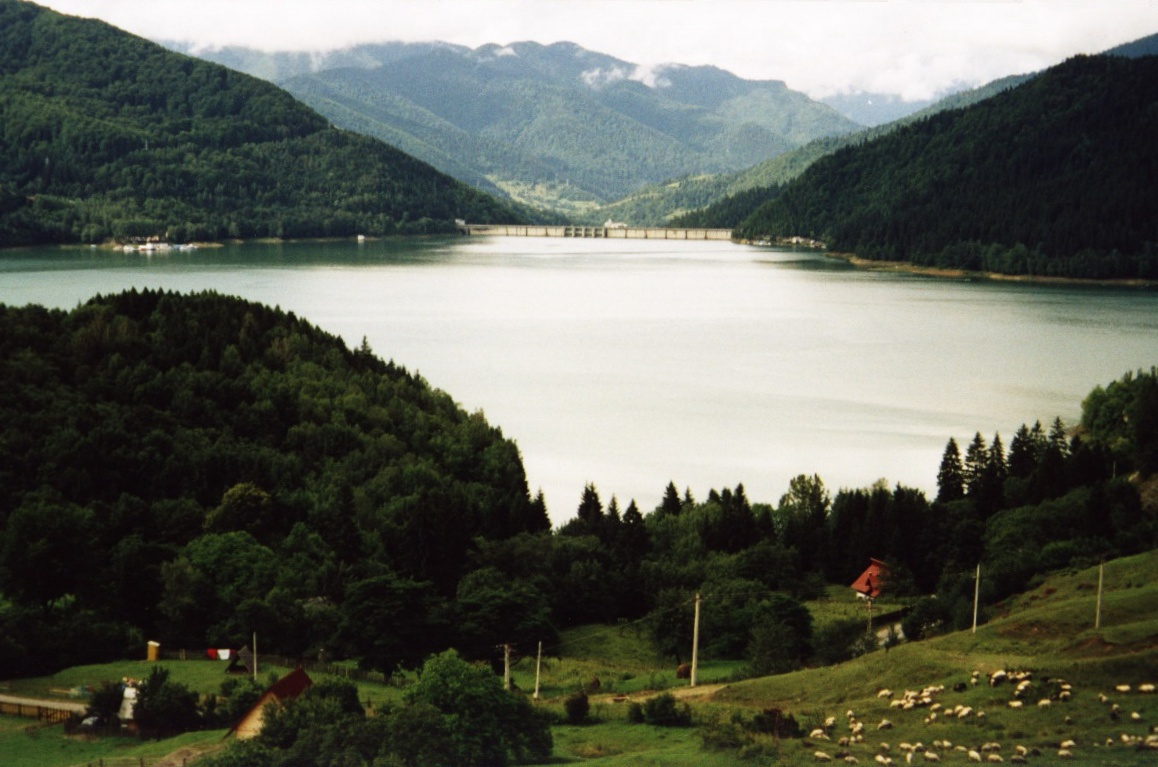
Stausee mit Staudamm
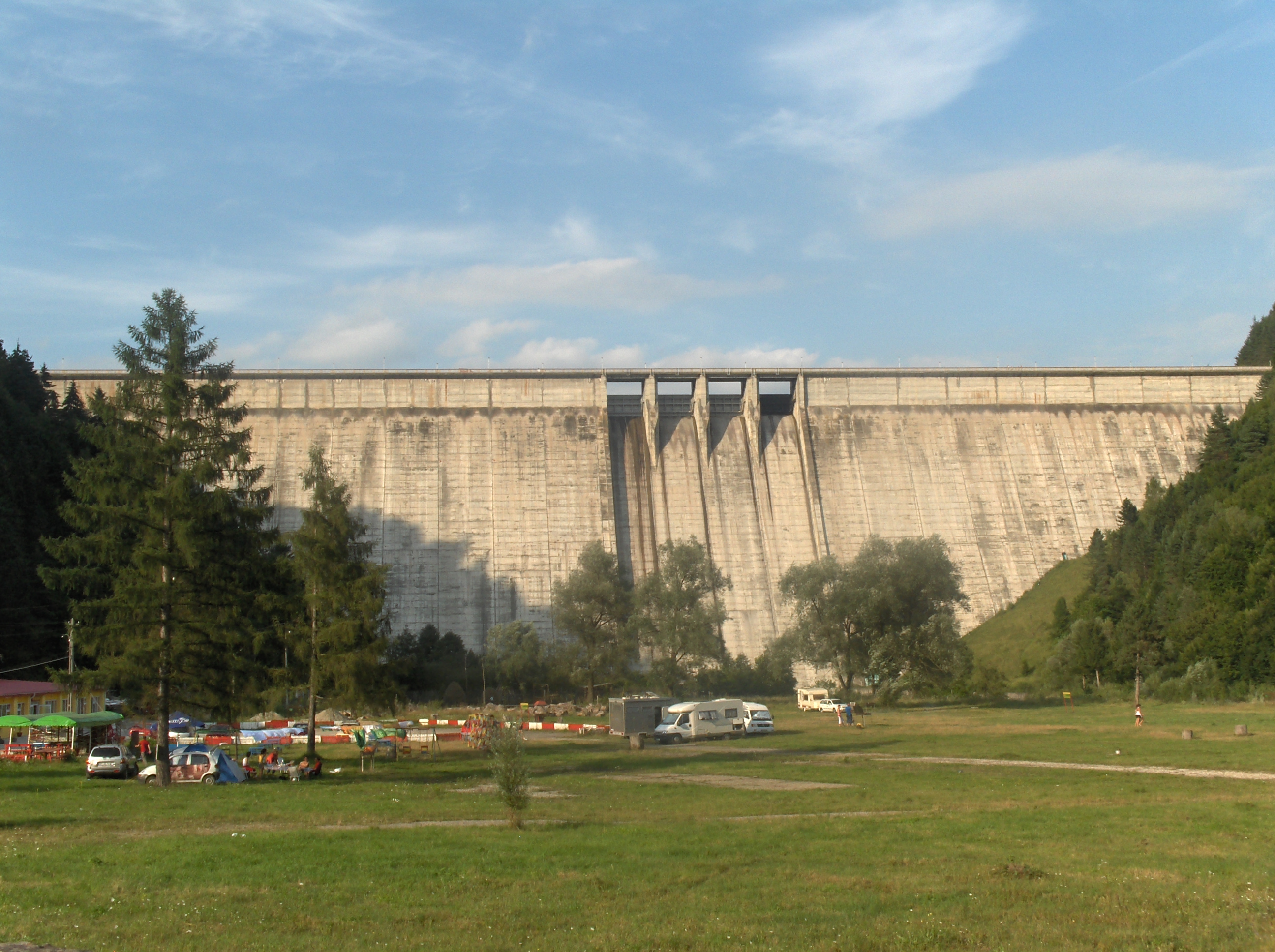
Unterseite der Staumauer
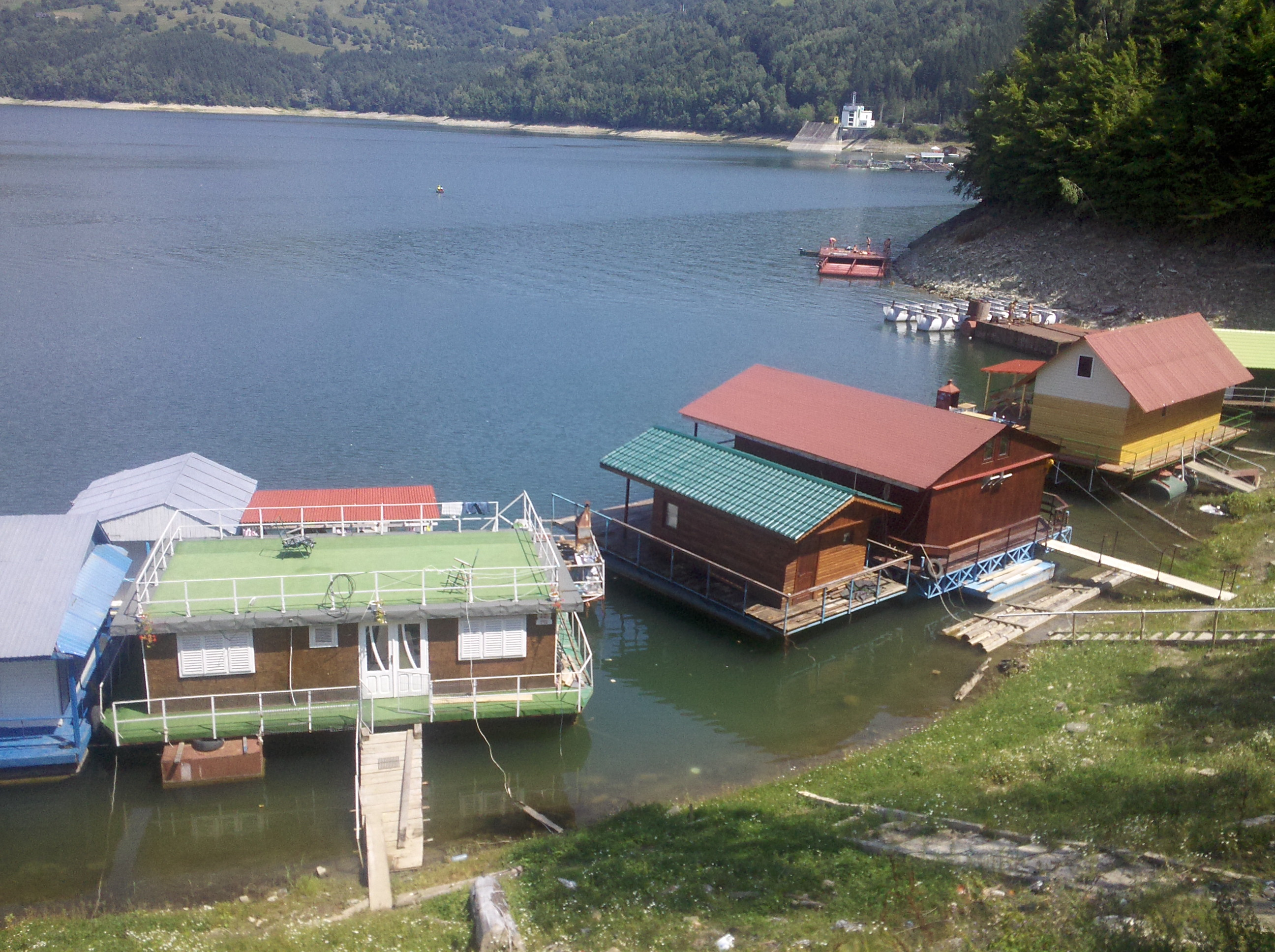
Am See Stausee